# 虹澗橋

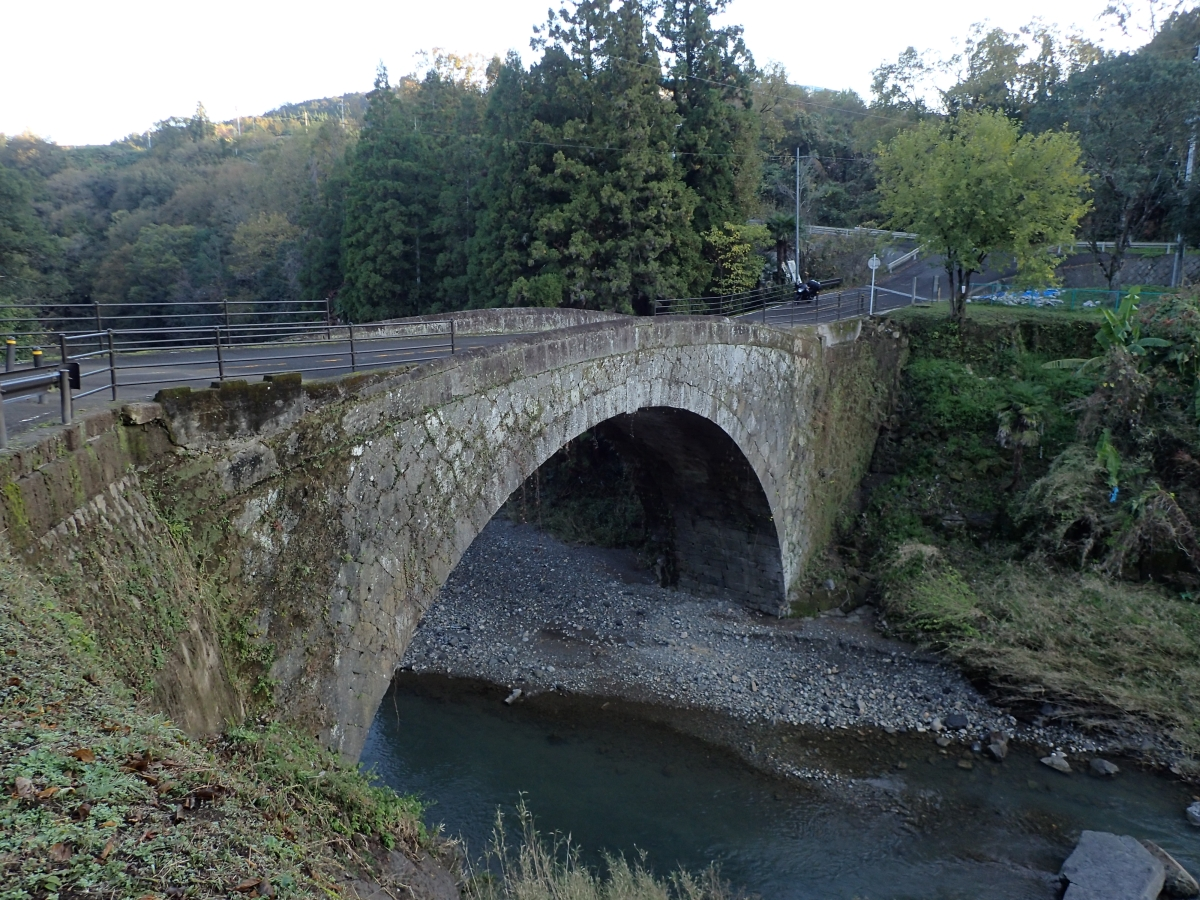
虹潤橋（2017年）

虹澗橋（こうかんきょう、こうかんばし）は、大分県豊後大野市三重町菅生と臼杵市野津町大字西畑の間の大野川水系三重川に架かる石造アーチ橋。通称、柳井瀬橋。国の重要文化財に指定されている。また、日本百名橋にも選定されている。

## 概要
「虹澗橋」の「澗」は谷川を意味し、「虹澗」とは谷川にかかる虹という意味である。
江戸時代に臼杵藩の領地であった三重と臼杵とを結ぶ街道に位置しており。橋が架けられるまでは「柳井瀬の渡り」と呼ばれ、人や物資の往来を妨げる最大の難所であった。このため、地元の豪商3名が私財を投じ、文政4年（1821年）正月に橋の建設が始められた。工事は困難を極め、3年半後の文政7年（1824年）6月にようやく竣工した。当時としては最大規模の石造橋であったといい、豪商は私財投入のために没落したという。
1988年（昭和63年）には上流に新虹澗橋が架けられたが、虹澗橋はその後も2003年（平成15年）まで自動車の通行する道路橋として使用されていた。現在は自動車の通行は禁止されているが、歩行者は通行可能である。

## 諸元
- 所在地：大分県豊後大野市三重町菅生
- 河川：大野川水系三重川[2]
- 形式：1連石造アーチ橋[2]
- 橋長：31.0m[2]
- 径間（アーチの幅）：25.1m[2]
- 幅員：6.1m[2]
- 着工：文政4年（1821年）1月[2]
- 竣工：文政7年（1824年）6月[2]
- 設計・施工：井沢織平（大野織平）（石工）[2]
- 文化財指定：国の重要文化財（1999年12月1日指定）[2]